# Minimapa

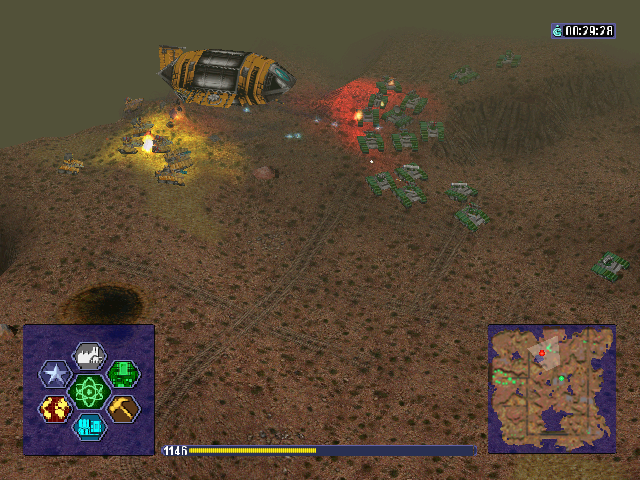
Minimapa en la esquina inferior derecha.

Un minimapa es un mapa en miniatura que suele encontrarse en una esquina de la pantalla en videojuegos para orientarlos dentro del mundo. Normalmente ocupan una pequeña parte de la pantalla, así que son selectivos con qué detalles muestran. Los elementos incluidos en él dependen del tipo de videojuego. Aunque generalmente suelen incluirse la posición del jugador, estructuras o unidades aliadas, enemigos, objetivos y terreno circundante.
Los minimapas empezaron a popularizarse en videojuegos de estrategia en tiempo real y MMORPG, permitiendo ver al jugador por dónde se estaba desplazando en el mapa del mundo. La mayoría de videojuegos de disparos en primera persona pueden tener variantes del minimapa en las que se muestra a los aliados (y en ocasiones a los enemigos) en tiempo real.

## Historia
Los minimapas han estado presentes desde la época de los videojuegos arcade. Por aquel entonces se utilizaba más el término radar, en torno a 1980, en vez de minimapa. En Battlezone (1980) y Horizon V (1982) el jugador tenía un sistema circular de radar, donde se mostraba la posición de los enemigos. En Rally-X (1980) y Defender (1981) había una miniatura rectangular del camino sobre la zona de juego, permitiendo a los jugadores ver a los enemigos que no estaban en pantalla.

## Características
Muchos minimapas comparten las mismas similitudes. Las características más comunes son:

### Niebla de guerra
Muchos juegos utilizan un minimapa que comienza en negro y se va dibujando a medida que el jugador descubre nuevas zonas del mundo. Cuando los jugadores descubren esas nuevas zonas, quedan visibles en el minimapa. Si los personajes o unidades abandonan esa zona, esta podría volver a ser cubierta por la niebla de guerra, de modo que ya no será mostrada en el minimapa. Las zonas que estén bajo niebla de guerra en el minimapa no se actualizarán en tiempo real hasta que se redescubran.

### Capas
Similar a capas personalizadas de Google Earth, algunos juegos multijugador por equipos, como Age of Empires II o Empire Earth, permiten que los jugadores tracen líneas provisionales, señales o marcas en el minimapa para que lo vean los demás. Esto permite una comunicación rápida a largas distancias.

### Rotación y aumento
En algunos juegos 3D el minimapa rota cuando el personaje o la cámara varían de dirección, intentando mantener siempre la parte superior del mapa correspondida con la visión frontal de la cámara. Esto es común en juegos como la saga GTA y muchos juegos de carreras que cuentan con un minimapa del circuito. En otros juegos como la saga The Legend of Zelda el mapa no rota pero representa una flecha que se mueve y rota para mostrar la posición del jugador. En algunos juegos se muestra los iconos en el borde del minimapa para mostrar la dirección de la ubicación o el personaje que muestra en el mapa. También hay juegos que permiten aumentar el mapa para poder verlo con más claridad.

## Automapa

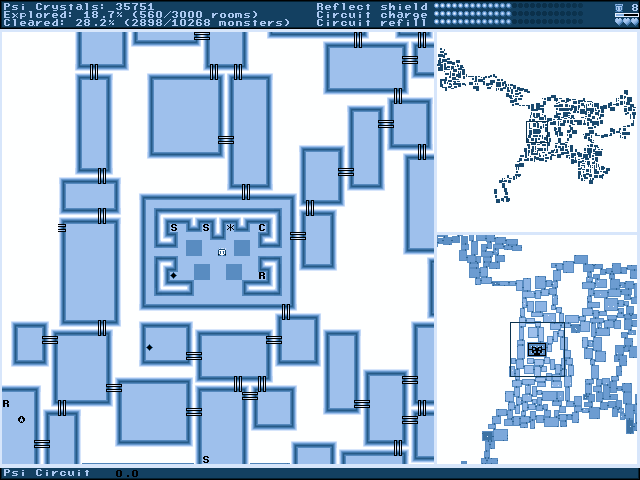
Automapa en Meritous.

Un automapa es similar a un minimapa pero localiza su origen a partir de un juego de rol previo. En los primeros videojuegos de mazmorras, los jugadores dibujaban sus propios mapas con las manos a medida que jugaban, superando complejos laberintos y explorando inmensas mazmorras. Las cajas de juegos como Wizardry, que salieron a principios de los 80, incluyen papel de calco con este propósito.

Los juegos con este sistema de automapeado simulan la creación de un mapa, generalmente con una vista de pájaro abstracta de zonas cercanas del juego, las cuales se actualizan automáticamente a medida que el personaje jugador descubre el mapa. Los automapas suelen mostrar las puertas, tipos de terreno y zonas importantes, así como objetos.[cita requerida] En una entrevista en Computer Gaming World en 1994 se debatió si The Bard's Tale III sería uno de los primeros videojuegos de rol con automapeado, planteándose «¿Cómo lo jugaríamos sin él?».
Los primeros automapas se empezaron a utilizar en videojuegos de rol, siendo visibles al pausar la partida. Los ejemplos más primitivos de esto serían Wayout de Sirius Software en 1982 y WiBArm de Arsys Software en 1986. Cuando se popularizó esta característica se implementó en juegos de acción, como Doom y Diablo. En estos juegos, no era necesario pausar la partida para ver el automapa, incluso se podía jugar mientras estaba el automapa en pantalla.
Los MUD, que se popularizaron como mundos virtuales multijugador a mediados de 1990, en raras ocasiones contaban con automapas. Esto provocó que los clientes de MUD añadieran el automapeo como algo adicional, el más destacado fue «zMUD» en septiembre de 1996.

## Minimapa de códigos en editores de texto e IDE

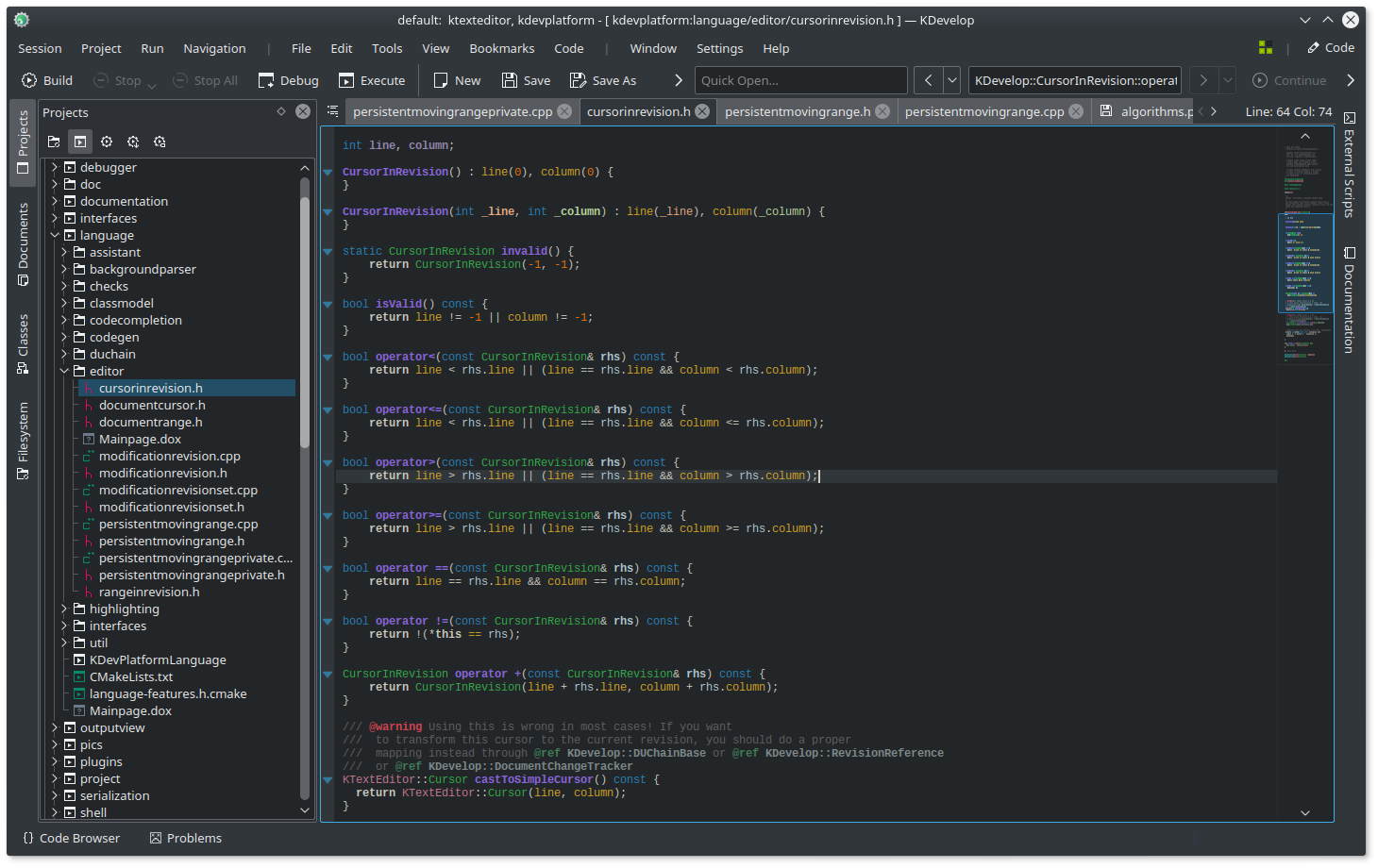
IDE KDevelop mostrando un minimap de códigos en la esquina derecha de la pantalla.

Un minimapa de códigos en un editor de texto o entorno de desarrollo integrado (IDE) muestra una visión general reducida del archivo entero en su vista propia, generalmente junto al editor principal. La porción del archivo que se puede ver en el editor está destacada y puedes hacer clic y arrastrarla a donde desees.